# Šentjanška gora
Šentjanška gora (nemško Johannserberg) je naselje v Občini Mostič v Okraju Šentvid ob Glini na Koroškem v Avstriji.